# PowerBook G4
De PowerBook G4 is een laptopmodel van de Amerikaanse fabrikant Apple dat vanaf januari 2001 aangeboden werd. De laptop maakt gebruik van een PowerPC G4-processor en heeft, in tegenstelling tot eerdere PowerBook-modellen, een strak ontworpen industriële behuizing in titanium en later in aluminium. De PowerBook G4 was het laatste model van de PowerBook-serie en werd in 2006 opgevolgd door de MacBook Pro met Intel-processor.
Tussen 2001 en 2003 produceerde Apple de 15 inch titanium PowerBook G4; tussen 2003 en 2006 werden de aluminium modellen geproduceerd. Beide modellen werden geprezen vanwege hun moderne ontwerp, lange batterijduur en rekenkracht. Bij de introductie van de aluminium PowerBook G4's in januari 2003 werden eerst de 12 inch- en 17 inchmodellen op de markt gebracht. Het 15 inchmodel behield de titanium behuizing tot september 2003, toen een nieuwe aluminium 15 inch PowerBook werd uitgebracht.

## Eerste generatie: titanium
De eerste generatie van de PowerBook G4 werd aangekondigd tijdens de keynote van Steve Jobs op de MacWorld Expo op 9 januari 2001.
De PowerBook G4 is gebaseerd op een nieuwe energiezuinige PowerPC G4-processor en heeft een stijlvolle nieuwe titanium behuizing die slechts 2,5 cm dik is, 0,7 cm dunner dan zijn voorganger, de PowerBook (FireWire). Deze titanium behuizing leverde de laptop de bijnaam "TiBook" op. De verkleining had echter een prijs: de PowerBook G4 had een vast dvd-rom-station in plaats van een uitbreidingscompartiment en een enkel batterijcompartiment. Bij eerdere modellen kon het uitbreidingscompartiment gebruikt worden als een tweede batterijcompartiment. De meest opvallende vernieuwing was het breedbeeldscherm van 15,2 inch (38,6 cm) met een resolutie van 1152x768 pixels. Dit maakte de PowerBook G4 breder dan zijn voorganger, maar hij was ruim een centimeter minder diep.

### Modellen
PowerBook G4

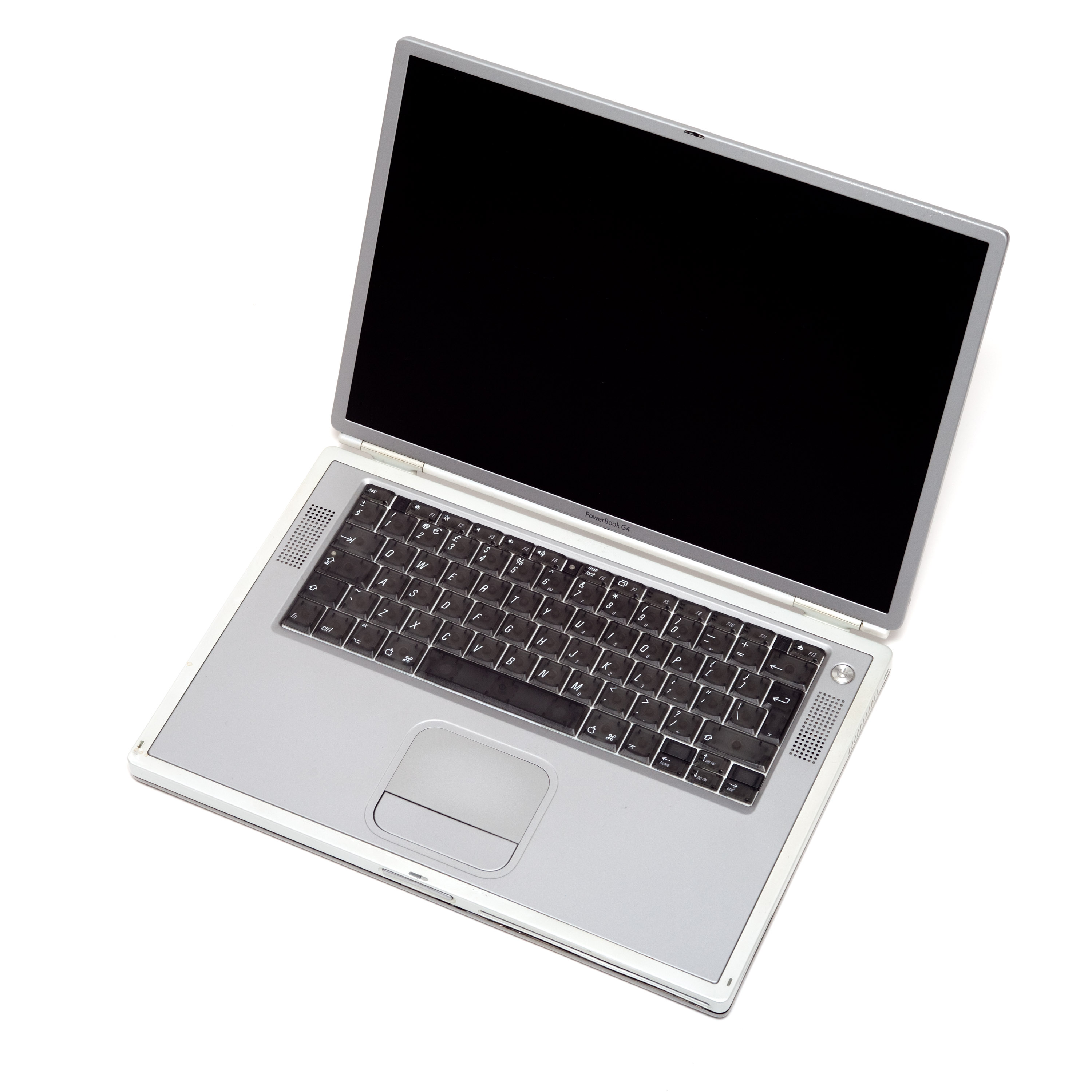
De titanium PowerBook G4

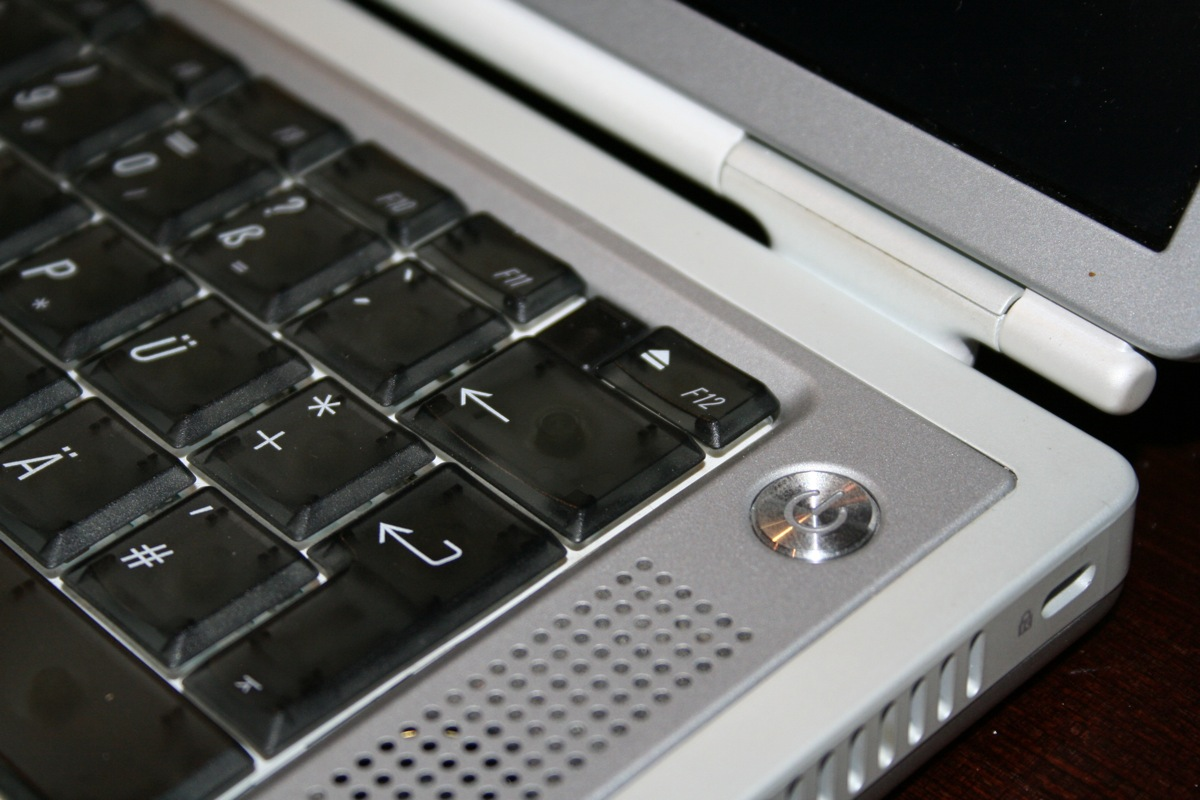
Het scharnier van het titanium PowerBook-scherm

De eerste PowerBook G4 (codenaam "Mercury") werd geleverd in twee configuraties: een 400 MHz-model, met 128 MB RAM en een harde schijf van 10 GB en een 500 MHz-model met 256 MB RAM en een harde schijf van 20 GB.
PowerBook G4 (Gigabit Ethernet)
In oktober 2001 kwam er een upgrade (codenaam "Onxy") met snellere processoren, Gigabit Ethernet, een betere grafische kaart en een on-chip level2-cache. Het topmodel kreeg ook een snellere systeembus van 133 MHz. De PowerBook G4 (Gigabit Ethernet) werd geleverd in twee configuraties: een 500 MHz-model met 128 MB RAM en een harde schijf van 20 GB en een 667 MHz-model met 256 MB RAM en een harde schijf van 20 GB. Enkele weken later werd er een dvd/cd-rw-station toegevoegd.
PowerBook G4 (DVI)
In april 2002 was er voor de tweede keer een upgrade (codenaam "Ivory") met opnieuw een snelheidsverhoging, een nieuwe DVI-video-ingang, een sneller grafisch systeem en een scherm met een hogere resolutie van 1280×854 pixels. Ook de audio-ingang, die sinds de originele PowerBook G4 afwezig was, keerde terug. Het topmodel was voorzien van een ingebouwde AirPort-kaart. De PowerBook G4 (DVI) werd geleverd in twee configuraties: een 667 MHz-model met 256 MB RAM en een harde schijf van 30 GB en een 800 MHz-model met 512 MB RAM en een harde schijf van 40 GB.
PowerBook G4 (1GHz/867MHz)
De laatste upgrade (codenaam "Antimony") dateert uit november 2002, met weerom een snelheidsverhoging en een sneller grafisch systeem. het topmodel kreeg een "SuperDrive" cd-rw/dvd-rw-station. De PowerBook G4 (1GHz/867MHz) werd weerom geleverd in twee configuraties: een 867 MHz-model, met 256 MB RAM, een harde schijf van 40 GB, een "Combo Drive" cd-rw/dvd-rom-station en 32 MB VRAM en een 1,0 GHz-model met 512 MB RAM, een harde schijf van 60 GB, een "SuperDrive" cd-rw/dvd-rw-station, 64 MB VRAM en een ingebouwde AirPort-kaart.

### Problemen
De scharnieren van het titanium PowerBook-scherm staan erom bekend dat ze bij normaal gebruik kunnen breken. Toen de PowerBook G4 (DVI) geïntroduceerd werd, veranderde Apple het scharnierontwerp om het te versterken. Ook de videokabel en de kabel van de achtergrondverlichting van het scherm kunnen bij intensief gebruik defect raken, met weergaveproblemen zoals willekeurige lijnen of een onleesbaar scherm tot gevolg.

## Tweede generatie: aluminium
In 2003 introduceerde Apple de tweede generatie PowerBook G4 met 12, 15 en 17 inch-schermen en een aluminium behuizing, een ontwerp dat de basis zou vormen voor de komende jaren. Het meest opvallende aan dit ontwerp is dat het scherm aan de achterkant scharniert, waardoor alle connectoren naar de zijkanten van de laptop verhuisden.
Met het 12 inch-model bracht Apple opnieuw een notebook op de markt, een configuratie die ontbrak in het aanbod van Apple sinds de stopzetting van de PowerBook 2400c in 1998. Terwijl de titanium PowerBook G4's in staat waren om op te starten in Mac OS 9 en Mac OS X, konden de aluminium PowerBook G4's alleen opstarten in Mac OS X. Beide generaties konden Mac OS 9 in de zogeheten Classic-omgeving draaien vanuit Mac OS X.

### Modellen
PowerBook G4 (early 2003)

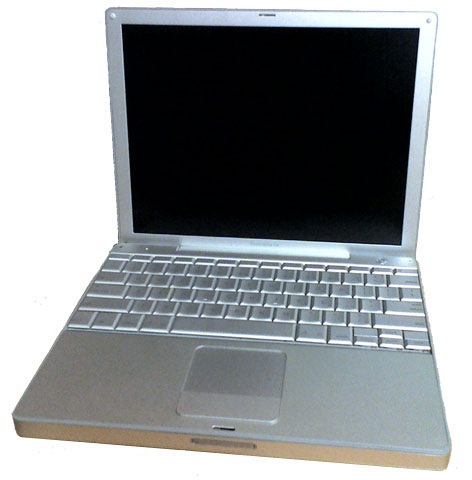
Een aluminium 12 inch PowerBook G4

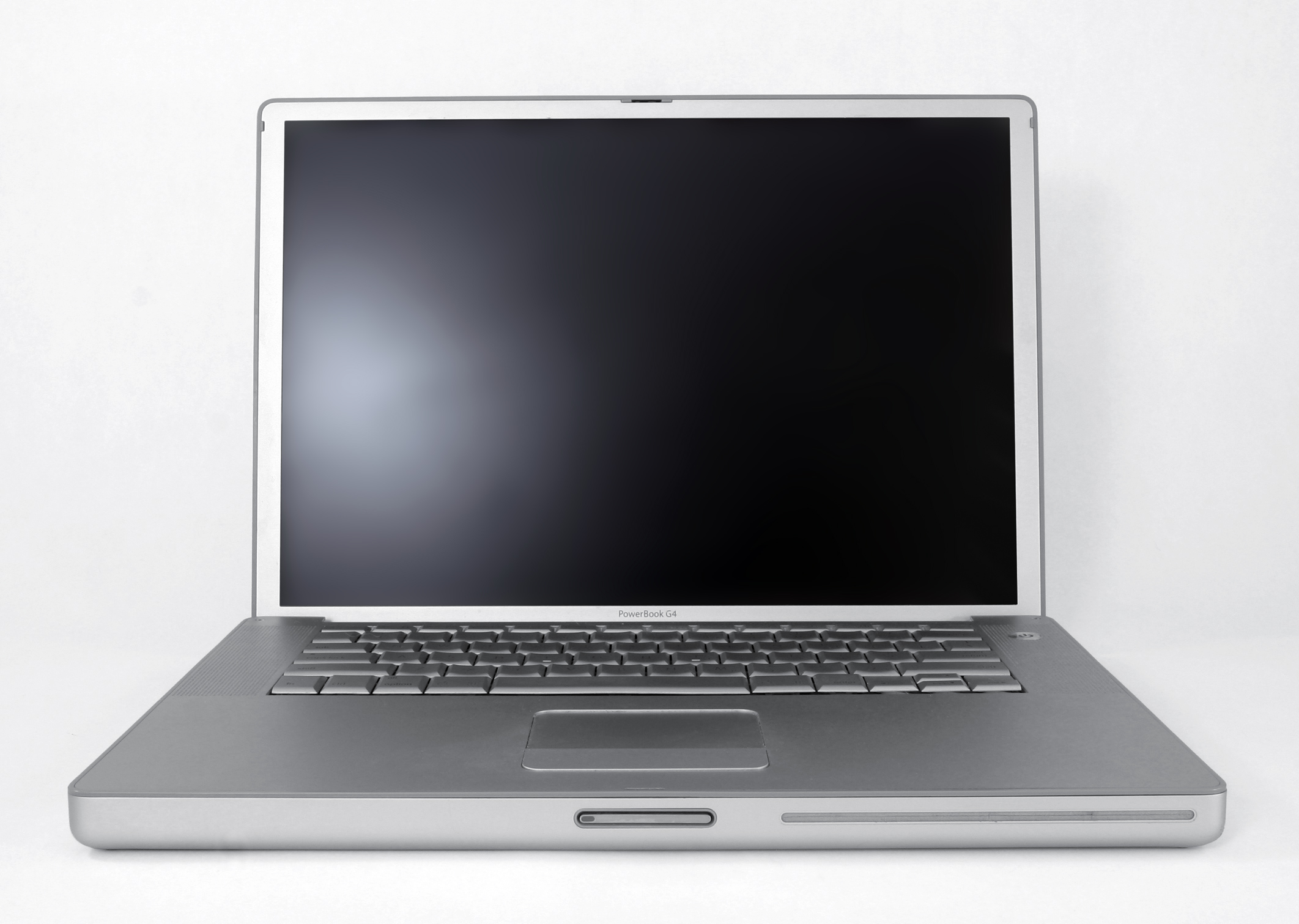
Een aluminium 15 inch PowerBook G4

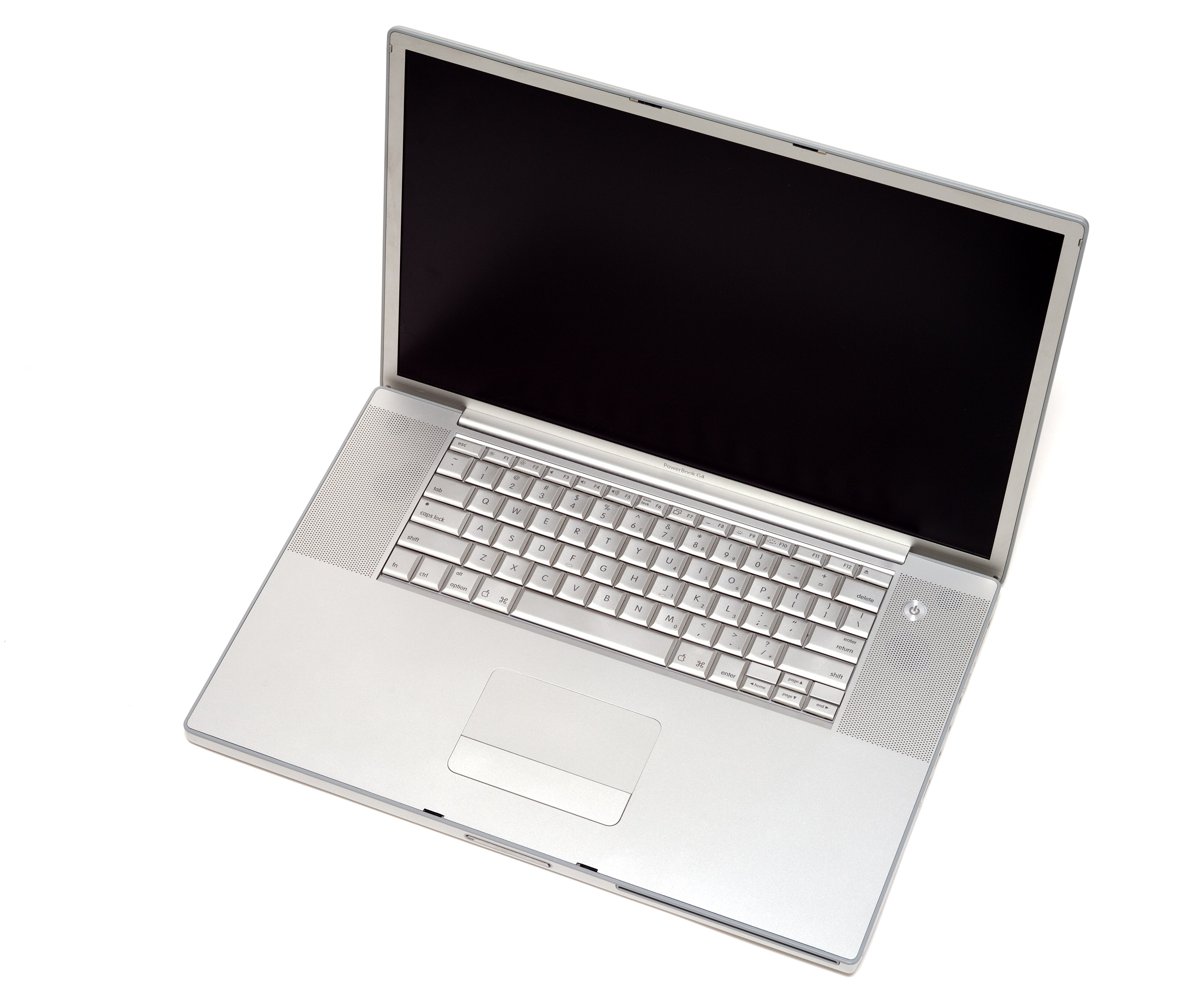
Een aluminium 17 inch PowerBook G4

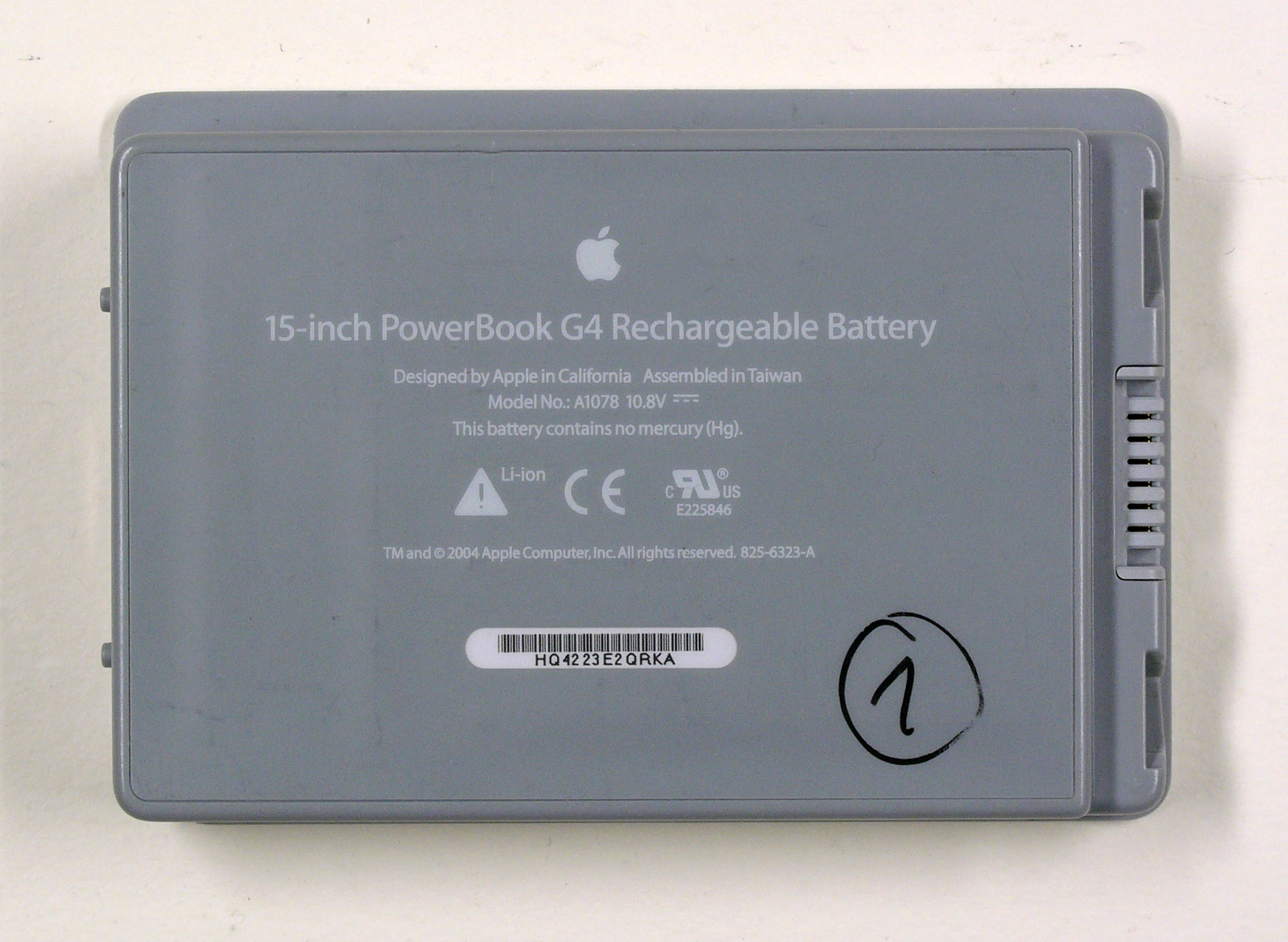
De accu van een 15 inch PowerBook G4

De 17 inch PowerBook G4 uit januari 2003 was voorzien van een 2,6 cm dikke aluminium behuizing, had met zijn 17 inch (43 cm) TFT-scherm met een resolutie van 1440x900 pixels het grootste scherm van alle draagbare apparaten die toen verkrijgbaar waren en bevatte diverse primeurs van Apple: het was de eerste Mac met FireWire 800, interne Bluetooth en AirPort Extreme-ondersteuning. Het 17 inch-model beschikte over DDR SDRAM en een 64 MB NVIDIA GeForce4 440 Go grafische kaart. De PowerBook G4 (17-inch) werd geleverd met een 1 GHz CPU, 512 MB RAM en een harde schijf van 60 GB.
De PowerBook G4 (12-inch), eveneens uit januari 2003, was voorzien van een aluminium behuizing die nog kleiner was dan de iBook, maar had toch bijna alle kenmerken van de 867 MHz titanium PowerBook G4. Het 12 inch-model beschikte over een 32 MB NVIDIA GeForce4 420 Go grafische kaart, DDR SDRAM-, Bluetooth- en AirPort Extreme-ondersteuning en leende de mini-VGA-poort van de iBook. Het 12,1 inch (30,7 cm) TFT-scherm heeft een resolutie van 1024×768 pixels. De PowerBook G4 (12-inch) werd geleverd met een 867 MHz CPU, 256 MB RAM en een harde schijf van 40 GB.
PowerBook G4 (late 2003)
In september 2003 kregen de PowerBook G4-modellen een upgrade met een snelheidsverhoging ten opzichte van de vorige modellen. De PowerBook G4 (12-inch DVI), waarbij de mini-VGA-poort vervangen werd door een mini-DVI-poort, werd geleverd in twee configuraties: een 1 GHz CPU, 256 MB RAM, een harde schijf van 40 GB en een Combo Drive of een SuperDrive. De PowerBook G4 (17-inch 1.33GHz) werd geleverd met een 1,33 GHz CPU, 512 MB RAM en een 80 GB harde schijf.
Helemaal nieuw in september 2003 was de langverwachte PowerBook G4 (15-inch FW800) met een 15,2 inch (38,6 cm) TFT-scherm met een resolutie van 1280×854 pixels. Dit model was beschikbaar in twee configuraties: een 1,0 GHz-model met 256 MB RAM, een 60 GB harde schijf en een Combo Drive en een 1,25 GHz-model met 512 MB RAM, een 80 GB harde schijf, een Airport Extreme-kaart, een verlicht toetsenbord en een SuperDrive.
PowerBook G4 (early 2004)
In april 2004 kregen de drie modellen opnieuw een update met een snelheidsverhoging. Het 12 inch-model kreeg een 1,33 GHz CPU, het 15 inch-model werd aangeboden met een 1,33 GHz en een 1,5 GHz CPU en het 17 inch-model had voortaan een 1,5 GHz CPU.
PowerBook G4 (early 2005)
In januari 2005 was er weerom een update met een snelheidsverhoging. Het 12 inch-model kreeg een 1,5 GHz CPU, het 15 inch-model werd aangeboden met een 1,5 GHz en een 1,67 GHz CPU en het 17 inch-model had voortaan een 1,67 GHz CPU.
PowerBook G4 (late 2005)
De laatste update werd in oktober 2005 doorgevoerd. Dit keer was er geen snelheidsverhoging, waarschijnlijk omdat een nog snellere G4-processor te veel warmte zou produceren. De 15 inch- en 17 inch-modellen kregen snellere DDR2 SDRAM, een dual-layer SuperDrive en een hogere schermresolutie van respectievelijk 1440×960 en 1680×1050 pixels. Het 12 inch-model kreeg geen update.

### Problemen
Sommige 15 inch PowerBook G4-exemplaren hadden problemen met het onderste geheugenslot, waardoor de computer niet wou opstarten of waardoor het geheugen in het slot niet herkend werd. Apple organiseerde een terugroepactie om het moederbord van de getroffen systemen te vervangen.
In 2005 werden problemen vastgesteld met de accu's van de 12 inch en 15 inch PowerBook G4-modellen. Een mogelijke kortsluiting kon oververhitting veroorzaken en leiden tot brandgevaar. De accu's van de getroffen systemen werden vervangen door Apple.

## Einde van de PowerBook
Er werd nooit een PowerBook G5 uitgebracht. De PowerPC G5-processor bleek ongeschikt voor gebruik in laptops vanwege het hoge stroomverbruik en omdat de processor te veel warmte produceerde.
In januari 2006 werd de PowerBook G4 opgevolgd door de 15 inch MacBook Pro, de eerste computer van Apple met een Intel-processor. In april 2006 volgde een 17 inch-versie van de MacBook Pro. Voor een opvolger van het 12 inch-model van de PowerBook G4 was het nog wachten tot 2009 met de introductie van de 13 inch MacBook Pro.
De transitie van PowerPC- naar Intel-processoren zette zich ook door bij de andere productlijnen van Apple: de iBook werd opgevolgd door de MacBook en de Power Mac G5 door de Mac Pro.
Uit productie: 1984: Macintosh 128K, Macintosh 512K · 1985: Macintosh XL · 1986: Macintosh Plus · 1987: Macintosh II, Macintosh SE · 1988: Macintosh IIx · 1989: Macintosh SE/30, Macintosh IIcx, Macintosh IIci, Macintosh Portable · 1990: Macintosh IIfx, Macintosh Classic, Macintosh IIsi, Macintosh LC serie · 1991: Macintosh Quadra 700, Macintosh Quadra 900, Apple PowerBook · Macintosh Classic II · 1992: Macintosh IIvx, Macintosh Quadra 950, PowerBook Duo, Macintosh Performa serie · 1993: Macintosh Centris serie, Macintosh Color Classic, Macintosh TV · Apple Workgroup Server · 1994: Power Macintosh · 1997: Power Macintosh G3, PowerBook G3, Twentieth Anniversary Macintosh · 1998: iMac · 1999: iBook, Power Mac G4 · 2000: Power Mac G4 Cube · 2001: PowerBook G4 · 2002: eMac, iMac G4 · 2003: Xserve, Power Mac G5 · 2004: iMac G5 · 2005: Mac mini · 2006: MacBook · 2015: MacBook (Retina) · 2017: iMac Pro

Huidige modellen: MacBook Air, MacBook Pro, iMac, Mac mini, Mac Studio, Mac Pro